# Krajta tygrovitá
Krajta tygrovitá (Python molurus) je jeden z největších hadů na světě. Patří mezi hady z čeledi krajty. Podle populace a poddruhu dorůstá obvykle velikosti mezi 2 až 5 m. Obdobné nebo poněkud větší velikosti dosahují ještě krajta tmavá, krajta mřížkovaná, krajta písmenková, anakonda velká a krajta ametystová.

## Popis
Tělo krajty tygrovité je mohutné a svalnaté, zbarvené světle hnědě, s velkými hnědými, až černými skvrnami. Na svrchní části hlavy bývá patrný tmavý šípovitý vzor, po stranách hlavy se táhnou tmavé pásky, které protínají oko. Retní tepločivné jamky jsou patrné. Tato krajta obývá tropické lesy a pole.

## Areál rozšíření
Krajta tygrovitá se vyskytuje ve dvou poddruzích:
- Poddruh Python molurus molurus (krajta tygrovitá) žije v západním Pákistánu, Nepálu, Indii a na Cejlonu.
- Poddruh Python molurus bivittatus je od roku 2009 uznáván za plně samostatný druh krajta tmavá (Python bivittatus).

## Chov v zajetí
Chov krajty tygrovité podléhá povolení a jelikož se jedná o hada opravdu impozantních rozměrů, nedoporučuje se pro chov v teráriu v bytech. Přesto je to (hlavně mláďata) jeden z nejčastěji chovaných hadů v domácnosti.
V teráriích se nejčastěji chová krajta tmavá a její albinotická forma, velice často se však jedná o křížence obou subspecií. Chovají se zejména pro jejich mírnou povahu a krásné zbarvení, ale většina lidí, kteří si je pořídí nepočítá s tím, že dorůstá obrovských rozměrů a pak se jen těžko zbavují přerostlých hadů.
Krajtu tygrovitou chováme pokud možno v co největším teráriu, s velkou vodní nádrží. Teplotu udržujeme do 30 °C přes den, s nočním poklesem až o 8 °C.
Není dobré si pořizovat takového hada, pokud máte jiná zvířata jako například psa nebo kočku, protože tito hadi mají dobrý čich a pokud by při kontaktu ucítil pach takového zvířete, riskujete tím, že vás had napadne. Kousnutí je bolestivé a nepříjemně se zanítí.

## Potrava

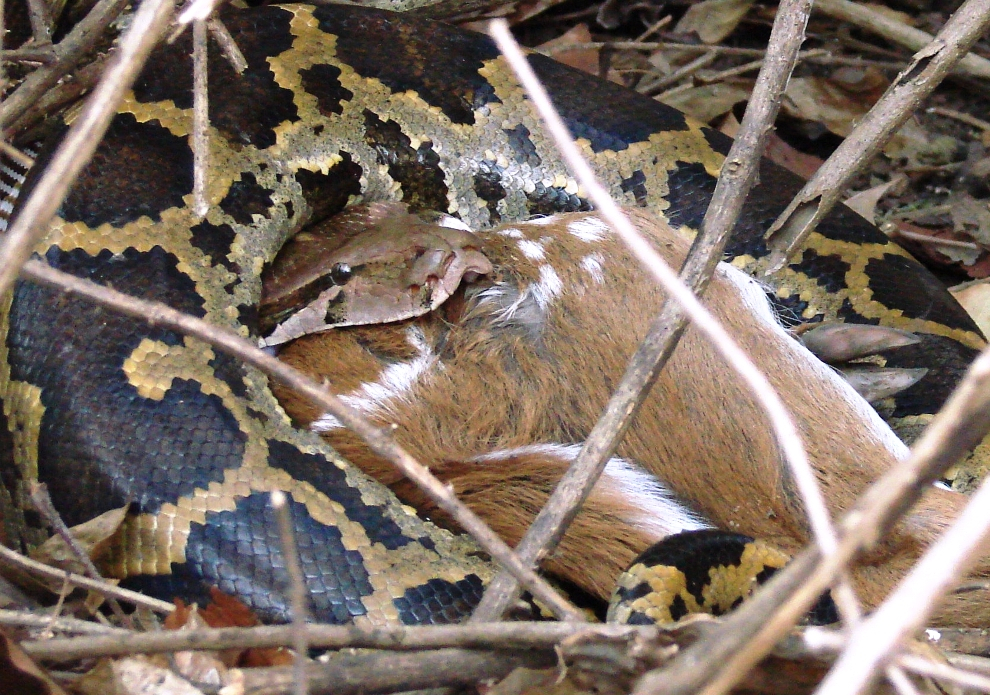
Krajta tygrovitá s kořistí

S krmením těchto hadů nebývají zpravidla potíže, většinou ochotně přijímají morčata, potkany, kuřata, větší jedinci např. králíky, slepice, novorozená selata nebo jinou vhodnou potravu odpovídající velikosti. Někteří opravdu velicí jedinci mohou zabít a spolknout i menší prase nebo kozu.

## Rozmnožování
Jde o vejcorodého živočicha. Zhruba po šedesáti až osmdesáti dnech po snesení vajec (podle inkubační teploty) se líhnou mladé krajty, kterých může být ve výjimečných případech až 100. Mláďata jsou 45 až 60 cm dlouhá, (podle velikosti samice a počtu vajec) většinou dobře přijímají hlodavce a velice rychle rostou.